# Huckenham
Huckenham ist ein Gemeindeteil der Gemeinde Bayerbach im niederbayerischen Landkreis Rottal-Inn.

## Lage
Der Weiler Huckenham liegt in der Nähe der Rott etwas nordwestlich von Bayerbach.

## Geschichte
Bereits um 1200 ist hier eine Kapelle bezeugt, die zum befestigten Herrenhof der Edlen von Huckenham und ihrer Besitznachfolger gehörte. Die Herren von Bayerbach-Kindlbach-Huckenham sind seit den ersten Jahrzehnten des 12. Jahrhunderts im Gefolge der Grafen von Ortenburg nachweisbar.
Der Ort Huckenham gehörte später zur Obmannschaft Steinberg im Amt Weng des Landgerichtes Griesbach. Nach der Gemeindebildung zu Beginn des 19. Jahrhunderts wurde er Teil der Gemeinde Steinberg, die nach der Auflösung ihres Patrimonialgerichtes mit der Gemeinde Bayerbach zusammengelegt wurde.

## Sehenswürdigkeiten
- Filialkirche St. Margaretha. Die ehemalige Schlosskapelle hat ein im Kern romanisches Langhaus, das nach Osten erweitert und um 1451/1468 spätgotisch überformt wurde. Von der romanischen Anlage steht noch die Südmauer.